# 米利瓦尼利
米利瓦尼利（Milli Vanilli）是來自慕尼黑的德國R&B二重奏，由弗蘭克·法里恩（Frank Farian）於1988年成立，由法博·莫爾文（Fab Morvan）與羅伯·皮拉特斯（Rob Pilatus）組成。該組合發行的首張專輯《All or Nothing in Europe 》在美國被重新配置為“Girl You Know It's True”，在全球獲得廣泛成功，並於1990年2月21日獲得了格萊美獎最佳新人。
Milli Vanilli成為1980年代末和1990年代初最受歡迎的流行音樂之一，售出了數百萬張唱片。之後醜聞傳出，證實莫爾文與皮拉特斯沒有參與專輯中任何一首歌曲的演唱，演唱歌曲的歌手另有其人。其製作人隨後於1990年11月14日承認，莫爾文與皮拉特斯二人確實沒有演唱過專輯中的歌曲，他們只是負責對嘴和舞蹈畫面的表演者。真相曝光後，格萊美獎就決定撤銷所頒發的最佳新人獎，這也是33年以來首次撤銷該獎項。該組合在1998年錄製了一張名為《Back and in Attack》的復出專輯，但專輯因Rob Pilatus在32歲去世後而未發行。